# 碧海金沙水上乐园

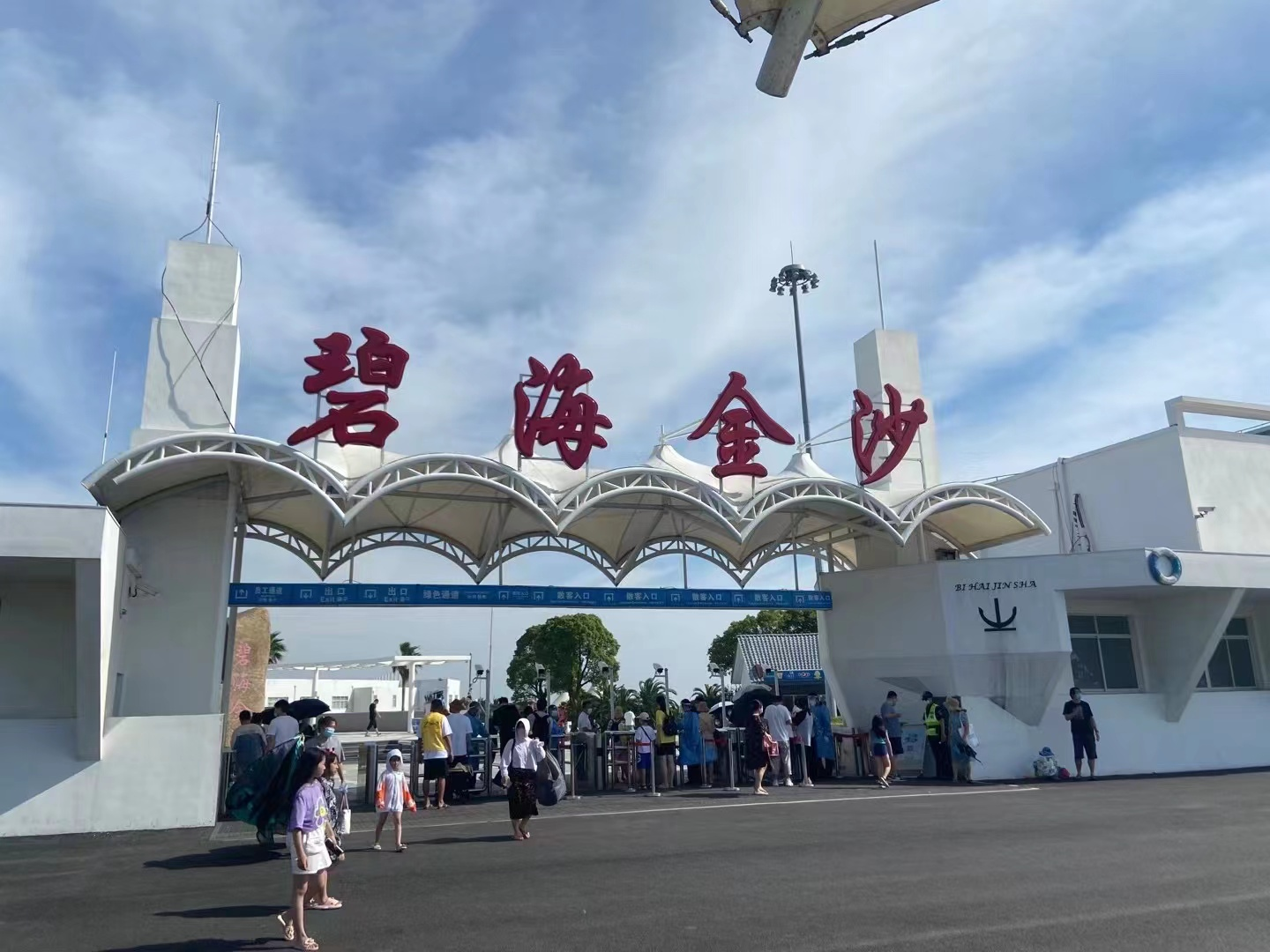
碧海金沙水上樂園

碧海金沙水上乐园地处上海市奉贤区海鸥路39号，是一个拥有人造沙滩的水上乐园，为国家4A级旅游景区。碧海金沙水上樂園建立於2005年，目前由上海碧海金沙投资发展有限公司運營。
碧海金沙水上乐园沿1300米的防汛墙建造，并向海中伸延600米，共围成约79万平方米的游乐区。上海并无天然的沙滩，碧海金沙的海滩为人工铺就，使用了12万吨来自于海南的沙子。

## 外部鏈接
- 碧海金沙水上乐园 （页面存档备份，存于）